# カティア・ブニアティシヴィリ
カティア・ブニアティシヴィリ（グルジア語: ხატია ბუნიათიშვილი [xatʼia buniatʰiʃvili] ハティア・ブニアティシュヴィリ、Khatia Buniatishvili, 1987年6月21日-）は、ジョージア（グルジア）出身のピアニスト。フランス・パリ在住。

## 人物・来歴
3歳の時に母親の下でピアノのレッスンを始めた
。幼少のころは母親から与えられたモーツァルトのレクイエムを聞くことに熱中していた。
6歳でトビリシの室内管弦楽団と初のコンサートを行い、10歳からヨーロッパ、ウクライナ、アルメニア、イスラエル、アメリカ合衆国でコンサートを行った
。彼女は、ヴァイオリンを完璧なピッチで演奏できたにもかかわらずピアノを選び、姉のグヴァンツァと一緒にピアノを学び、連弾に興じていた
。
その間、1999年、12歳のときにミシェル・ソニーが主宰するSOSタレント財団において彼に師事
。
トビリシ中央音楽学校を卒業後、2004年にトビリシ州立音楽院に入学。その後、トビリシで行われたピアノコンクールでオレグ・マイセンベルクに見いだされ、ウィーン国立音楽大学へ転籍。
2008年、カーネギー・ホールでデビュー。
2010年にボレッティ・ブイトーニ財団賞を受賞。BBCシリーズの新世代アーティストにも加わった
。
ウィーン楽友協会とウィーン・コンツェルトハウスにより2011-12シーズンのライジングスターとしてノミネートされ、2012年にはエコー・クラシック賞で最優秀新人賞を受賞した
。
パリ管弦楽団（パーヴォ・ヤルヴィ指揮）、ロサンゼルス交響楽団、ウィーン交響楽団、フランス国立管弦楽団（ダニエレ・ガッティ指揮）、ロンドン・フィルハーモニー管弦楽団等のオーケストラと共演してきた。また、ギドン・クレーメルやルノー・カピュソン等のヴァイオリニストとも共演している
。
母国語であるグルジア語の他、フランス語、英語、ドイツ語、ロシア語等を話す。
彼女はピアノを「音楽の孤独の象徴」と表現しており、曲の解釈を非常に深く追求した、非常に技巧的な演奏を行う。その解釈に基づいた演奏については評価を二分する要因になっていることもあるが、協奏曲の演奏における指揮者とのインタビューにもあるように、オーケストラとの一体感は非常に高い。また、自身の容姿、演奏スタイル、音楽への取り組み方を全面に押し出した様々なモデル活動、トーク番組、ドキュメント番組にも積極的に取り組み、「ピアノ界のビヨンセ」と呼ばれたこともある。2017年のフランスF2のドキュメンタリー番組"Stupéfiant!"は、「ブニアティシヴィリは自身の演奏のポリシーと魅力を世界中に余すところなく披露しているが、プーチンのいるロシアではそれを拒んでいる」と述べた。。また、2017年7月に開催されたパリ祭についても、ゲルギエフが指揮を担当することになったため出演を断ったと伝えられた。インタビューによるとゲルギエフがプーチン政権を後押ししていることがその理由であると述べている。
2010年、Sony Classicalと独占契約
。
彼女の2011年のデビューアルバムはリスト生誕200周年を記念したものであり、ソナタロ短調、愛の夢第3番、ラ・カンパネッラ、ハンガリー狂詩曲第2番、メフィスト・ワルツが収録されている
。
このアルバムについて、Classic FMは「ブニアティシヴィリは若い頃のマルタ・アルゲリッチを彷彿する激しい気性と技法を持つ若いアーティストである」とアルバムのレビューで述べている
。
一方、グラモフォン誌はあまり印象を残していない。Jed Distlerはその批評において「愛の夢第3番は構成においてもリズムおいても曖昧である」と批評し、「彼女の特徴である落ちつかないリズム感、計算外の躍動感、全体的な無計画さも何度か聞いているうちに次第に薄れてくる」と述べている
。
この録音の後には、2012年にショパンのアルバムを出した。このアルバムには独奏曲とピアノ協奏曲第2番ヘ短調（パリ管弦楽団、パーヴォ・ヤルヴィ指揮）から構成された。ガーディアン誌は「これは今日の最もエキサイティングで技術的に才能のある若いピアニストが本心からストレートに弾いている」とレポートしている
。
一方、グラモフォンは、ピアノ協奏曲の録音について「休止の欠如と過度に速い演奏」と批判した
。
2014年には3枚目のアルバム”Motherland”をリリースした。彼女の以前のアルバムのように特定の作曲家を取り上げるのではなく、母国ジョージアの音楽を含む個人的に重要な曲によって構成され、彼女の母に捧げられた

。
続いて2016年にムソルグスキー『展覧会の絵』他を収録した4枚目のアルバム”Kaleidoscope”がリリースされた。また、ラヴェルとベートーヴェンのピアノ協奏曲のDVD/ブルーレイがリリースされた。

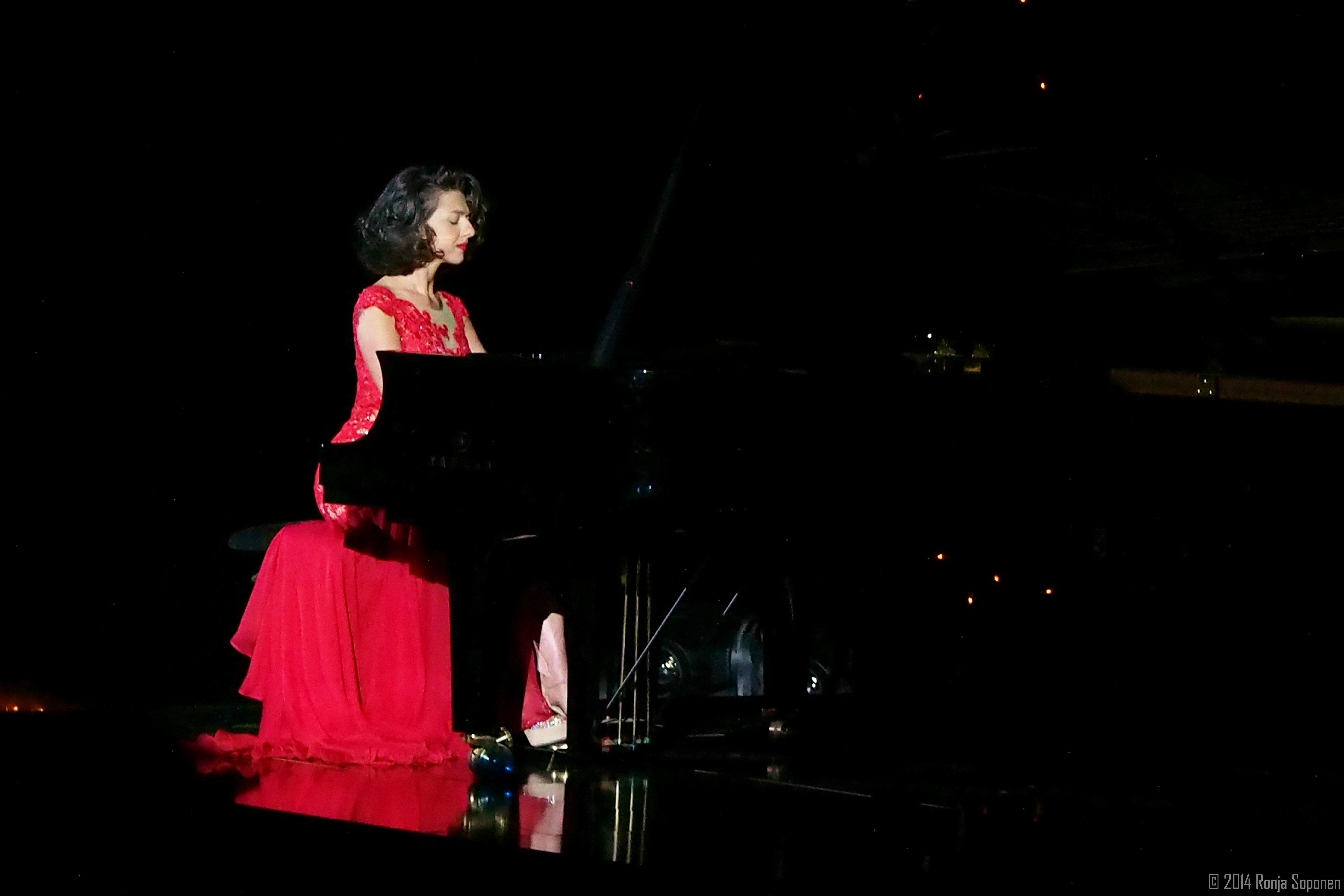
Art on Ice Tour 2014にて演奏(スウェーデンストックホルム)

また、欧州を中心に開催されているスケートのスポーツイベントとして2014年のArt on Ice Tourおよび2016年のIce Legends
においてスケーターの演技にあわせたピアノ演奏を行った。
初来日は2010年。ラ・フォル・ジュルネにおいてショパンを演奏し注目された。2012年10-11月、ギドン・クレーメル率いるクレメラータ・バルティカと来日共演。2016年2月の来日の際には、NHK交響楽団と共演も行った。2017年11月にも来日し、名古屋、東京、大阪、札幌でリサイタルを開催した他、新日本フィルハーモニー交響楽団、広島交響楽団とも共演した。

## 受賞歴
- 2003年　ホロウィッツピアノコンクール特別賞 - エリザベス・レオンスカヤスカラシップ第1位[34]
- 2005年　第3回トビリシ・インターナショナル・ピアノコンクール - 「芸術のための特別賞」特別賞「ジョージア・ベスト・ピアニスト」賞第2位[35]
- 2008年　第12回アルトゥール・ルービンシュタイン国際ピアノマスターコンクール第3位 - 特別賞「ショパン最優秀奏者」と「聴衆者賞」[36]
- 2010年　ボレッティ・ブイトーニ財団賞[3]
- 2012年　エコークラシック新人賞（ピアノ部門）[37]
- 2016年　エコークラシック賞ソロレコーディング（19世紀ピアノ部門）[38]

## ディスコグラフィー
- 2011年　Franz Liszt[39] ピアノソロアルバム
- 2012年　Chopin [40] 協奏曲（パリ管弦楽団、パーヴォ・ヤルヴィ指揮）
- 2014年　Motherland[41] ピアノソロアルバム
- 2016年　Kaleidoscope[42] ピアノソロアルバム
- 2016年　DVD/BLUE-RAY[43] リスト・ベートーヴェンピアノ協奏曲(イスラエル・フィルハーモニー管弦楽団、ズービン・メータ指揮)
- 2017年　Rachmaninoff[44] ラフマニノフピアノ協奏曲第2・３番(チェコ・フィルハーモニー管弦楽団、パーヴォ・ヤルヴィ指揮)
- 2019年　Schubert [45] ピアノソロアルバム

いずれもSony Classical からリリースされている。